# 올림픽 자메이카 선수단
올림픽 자메이카 선수단은 자메이카 대표로 올림픽에 참가하는 선수단이다. 자메이카는 1948년 올림픽에 처음 참가했으며 그 이후로 매년 하계 올림픽에 선수단을 파견해 왔다. 1960년에 자메이카 선수들은 서인도 제도 연맹 팀의 일원으로 경기에 나섰다. 자메이카는 1988년부터 동계 올림픽에도 참가해 자메이카 봅슬레이 국가대표팀이 어느 정도 명성을 얻었다.
자메이카 선수들은 총 87개의 메달을 획득했는데, 육상에서는 1개를 제외하고 모두, 개인 및 계주에서는 3개를 제외하고 모두 메달을 획득했다.
자메이카 국가 올림픽 위원회는 자메이카 올림픽 협회(Jamaica Olympic Association)로 1936년에 설립되었다.

## 종목별 메달 집계
| 경기   | 금 | 은 | 동 | 합계 |
| ------ | -- | -- | -- | ---- |
| 육상   | 22 | 35 | 19 | 76   |
| 사이클 | 0  | 0  | 1  | 1    |
| 합계   | 22 | 35 | 20 | 77   |

## 같이 보기
- 동계 올림픽에 참가한 열대 국가